# زنك
الزِّنْك  عنصرٌ كيميائي، رمزه Zn، عدده الذرّي 30، من عناصر المستوى الفرعي d، في رأس عناصر المجموعة الثانيةَ عشْرة في الجدول الدوري. وهو، في الظروف القياسية من الضغط ودرجة الحرارة، فلز هش نسبياً، سهل التأكسد، فإذا زالت طبقة الأكسيد السطحية بدا رماديًّا برَّاقًا. وهو كيميائياً من الفلزات الانتقالية، إلا أنه يتميز بحالة خاصة: أن مدار المستوى الفرعي d فيه ممتلئ؛ ففي خواصه الكيميائية شبه من عناصر الفلزات القلوية الترابية، وخصوصًا المغنِسيوم؛ فكلاهما له حالة الأكسدة الوحيدة +2، ولتقارب الحجم الذري. ويستخرج الزنك بالتعويم الزَّبَدي للخامة، ثُم بالتحميص، ثم بالاستخلاص النهائي والتنقية بالأسلوب الكهرَبي.
وهو في المرتبة الرابعة والعشرين وفرةً في الطبيعية في القشرة الأرضية؛ وله خمسة نظائرَ مستقرة. وأشهر خامات الزنك هو معدِن كِبريتيد الزِنك (الإسفالِريت)، وهو واسع الانتشار في قارات أستراليا، وآسيا، وأمريكا الشَّمالية. وللزنك أهمية كبيرة حيويًّا؛ فهو من العناصر الشحيحة الأساسية للإنسان ولكثير من الكائنات الحية؛ فله وظيفة مهمة في عمل الإنزيمات؛ فينبغي أن يكون في الغذاء تجنبًا لحالات نقص الزنك المرتبطة باضطرابات جسدية.
عرفت سبيكة النحاس الأصفر (أو الصُّفْرُ) المؤلفة من النحاس والزنك منذ الألفية الثالثة قبل الميلاد، وتوجد شواهد أثرية في عدد من مناطق العالم، وخاصة في المنطقة العربية، على الاستخدام المكثف للنحاس الأصفر في الحياة اليومية منذ القدم. استخدام العلماء العرب والمسلمون الزنك في تجاربهم؛ كما عزل في الهند في القرن الرابع عشر، إلا أن عزل الشكل الفلزي النقي في أوروبا ينسب إلى أندرياس سيغيسموند مارغراف سنة 1746. ساهمت تجارب لويجي غلفاني وألساندرو فولتا في توسيع المعارف المتعلقة بالخواص الكيميائية الكهربائية للزنك. تعد عملية غلفنة الحديد لحمايته من التآكل كبرى تطبيقات الزنك، بالإضافة إلى استخدامه في مجال صناعة البطاريات والسبائك.

## التاريخ وأصل التسمية

### العصور القديمة

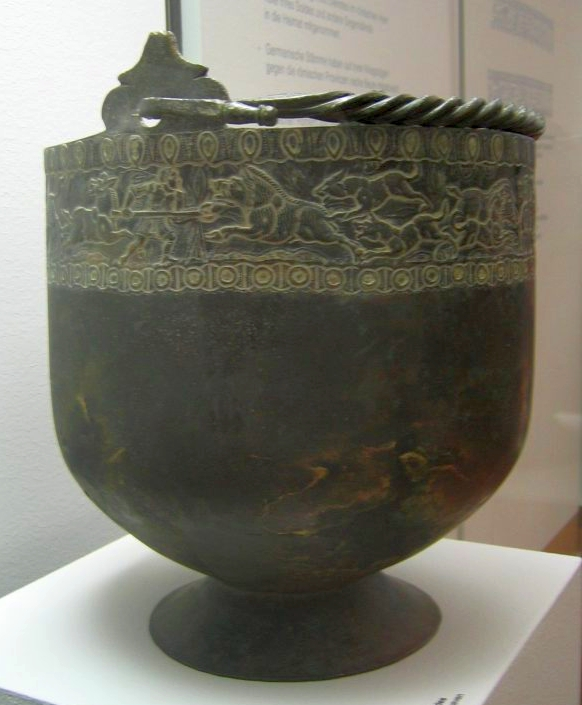
إناء مصنوع من سبيكة النحاس الأصفر يعود إلى العهد الروماني عثر عليه بالقرب من بلدة همور الألمانية.

توجد العديد من الشواهد التاريخية الأثرية الدالة على استخدام الزنك بشكله غير النقي في العصور القديمة؛ إذ استخدمت خامات الزنك في صناعة سبيكة الزنك مع النحاس المعروفة باسم النحاس الأصفر  (أو الصُّفْر) لعدة آلاف من السنين قبل التمكن من عزل الزنك. تحوي بعض عينات النحاس الأصفر التاريخية على نسبة من الزنك تصل إلى 23%.
وصلت المعارف عن كيفية إنتاج النحاس الأصفر إلى اليونان القديمة حوالي القرن السابع قبل الميلاد؛ ولكن كان هناك بعض التحويرات اللاحقة في أسلوب الإنتاج؛ إذ عثر هناك على حلي وأدوات زينة تعود إلى حوالي 2500 سنة قبل الميلاد مصنوعة من سبائك تحوي على الزنك بنسبة تصل إلى 80-90% مع عدد من العناصر من ضمنها النحاس والرصاص والحديد والإثمد وعناصر أخرى. كما عثر على تمثال صغير حاو على نسبة 87.5% من الزنك في تركيبه في موقع أثري بالقرب من منطقة داكيا الرومانية. أما في الهند فتشير النصوص المكتوبة في كاراكا سمهيتا  وهو كتاب في الطب الهندي التقليدي يعود إلى الألفية الأولى قبل الميلاد إلى استخدام فلز في يؤدي حرقه إلى الحصول على ما دعي باسم بشبنجان ، والذي يعتقد أنه أكسيد الزنك. من جهة أخرى، عثر في حطام سفينة رومانية ، والتي غرقت حوالي سنة 140 قبل الميلاد، على مستحضرات دوائية يدخل الزنك في تركيبها، لتكون واحدة من أقدم المستحضرات الدوائية المكتشفة.
عرف الرومان صناعة الصفر حوالي 30 سنة قبل الميلاد؛ وقد صنعوا تلك السبيكة من معالجة معدن الكالامين ، الحاوي على الزنك، مع الفحم والنحاس ضمن بوتقة؛ ثم بصب الصفر أو تطريقه على هيئة أشكال مستخدمة في صناعة الأسلحة أو لاستخدامه في سك النقود المعدنية. عثر في كتابات المؤرخ الرماني سترابو  في القرن الأول قبل الميلاد إلى اقتباسات من المؤرخ ثيوبمبوس  المفقودة والعائدة إلى القرن الرابع قبل الميلاد، والتي تشير إلى استخدام قطرات من الفضة الكاذبة والتي عندما تمزج مع النحاس فإنها تنتج الصُّفر؛ وقد تكون بذلك إشارة إلى استخدام كميات ضئيلة من الزنك، والناتجة ثانوياً عن صهر خامات الكبريتيدات. كان الزنك يطرح في البقايا الموجودة بالقرب من أفران الصهر، لأنه كان يكن ذا قيمة حينها؛ ولكن مع مرور الوقت استخدم الزنك بشكل مكثف في صنع السبائك، ومن الأمثلة على ذلك لوح برن المصنوع من الزنك ، وهو نص نذري  يعود إلى عهد الغاليون الرومان، ومنقوش على سبيكة مكون أغلبها من الزنك.

### العصور الوسطى

رمز خيميائي للزنك.

كانت مناجم الزنك منتشرة في الهند، وخاصةً في راجستان ، وكانت نشطة في استخراج الزنك منذ عهد الإمبراطورية الماورية؛ إلا أن الحصول على الزنك بشكله النقي هناك بدأ منذ حوالي القرن الثاني عشر للميلاد. تشير بعض التقديرات إلى إنتاج حوالي مليون طن من الزنك الفلزي ومن أكسيد الزنك في الهند بين القرنين الثاني عشر والسادس عشر للميلاد. كانت خامات الزنك غير النقية تستخرج في الهند وتصهر وتعالج مع مواد عضوية منذ القرن الثالث عشر للميلاد؛ ويشير نص سنسكريتي  في الخيمياء يعود إلى القرن الثالث عشر إلى وجود نوعين من الخامات الحاوية على الزنك، الأول يستخدم من أجل استخراج الفلز النقي، والآخر يستخدم من أجل أغراض استطبابية.
عزل الزنك النقي لأول مرة في الهند حوالي سنة 1300 ميلادية؛ وكان يشار إلى الزنك النقي في نصوص الطب الهندي التقليدي تحت اسم ياسادا . من جهة أخرى، انتقلت المعارف المتعلقة بالزنك والصفر إلى العلماء العرب والمسلمون؛ وكلمة الخارصين أو الخارصيني هي التسمية العربية للزنك. أجريت تجارب عدة على الزنك في العصور الوسطى، إذ كان يحرق في الهواء وتجمع أبخرته في مكثفات؛ وأطلق على الناتج (أكسيد الزنك) في بعض الأحيان اسم صوف الفلاسفة ، لأنه كان يجمع في خصل من الصوف؛ في حين أطلق آخرون عليه اسم الثلج الأبيض .

### العصور الحديثة
من المحتمل أن يكون أول توثيق لتسمية الزنك قد جرى على يد باراسيلسوس ، والذي أشار إلى اسم هذا الفلز على شاكلة زنكوم  أو زنكن  في كتاب له  يعود إلى القرن السادس عشر. يظن أن يكون أصل تسمية الزنك من الكلمة الألمانية zinke، والتي تعني مدبب أو مسنن، وذلك إشارة إلى بلورات الزنك الفلزي الإبرية التي تتشكل عند تصلبه من مصهوره. قد تكون هناك أيضاً صلة وصل مع تسمية عنصر القصدير في اللغة الألمانية والتي هي على الشكل Zinn. في رأي آخر، يعتقد أن يكون اشتقاق الكلمة قادماً من الكلمة الفارسية سنگ، والتي تعني الحجر. من الأسماء الأخرى التي أطلق عليها هذا العنصر كل من القصدير الهندي  وتوتانيغو .

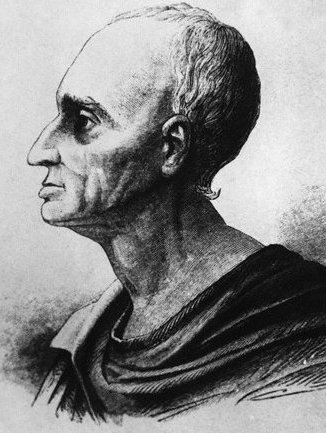
أندرياس سيغيسموند مارغراف

كان الزنك يصل إلى أوروبا بشكل أساسي من الهند، وشهدت تجارته بالسفن ازدهاراً خاصةً في القرنين الخامس عشر والسادس عشر. في سنة 1596 قام عالم المعادن أندرياس ليبافيوس  باستلام عينات من سفينة محملة بالبضائع، ومن ضمنها عينات من الزنك، والتي قام بوصفها بشكل مفصل. تمكن عدد من العلماء الأوروبيون من عزل الزنك من أكسيد الزنك، من ضمنهم البلجيكي دي رسبور  في سنة 1668؛ والفرنسي إتيان فرانسوا جوفروا  في أوائل القرن الثامن عشر، وفي سنة 1738 قام البريطاني وليام تشامبيون  بإصدار براءة اختراع لعملية كيميائية صناعية تستخرج الزنك من الكالامين في وعاء صهر عمودي شبيه بالمعوجة ؛ كما قام السويدي أنتون فون سواب أيضاً  بتقطير الزنك من الكالامين.
على الرغم من ذلك، فينسب الفضل في أوروبا بعزل الزنك النقي لأول مرة إلى العالم الألماني أندرياس سيغيسموند مارغراف ، ففي تجربته سنة 1746 قام مارغراف بتسخين خليط من الكالامين والفحم في آنية مغلقة من غير وجود للنحاس في الوسط، مما مكنه من الحصول على الزنك النقي. ثم أصبح ذلك الأسلوب في الاستخراج تجارياً لأول مرة سنة 1752. وفي سنة 1758 أصدرت براءة اختراع في بريطانيا لعملية تكليس  لكبريتيد الزنك (السفاليريت) من أجل الحصول على أكسيد الزنك في عملية المعوجة ؛ وقبل ذلك كان الكالامين المصدر الوحيد لإنتاج الزنك. بشكل منفصل تمكن كل من الصناعي الألماني يوهان كريستيان روبرغ  والبلجيكي جان جاك دانييل دوني  من تطوير عملية الصهر لاستخراج فلز الزنك، وذلك عبر بناء أواني صهر على شكل معوجات أفقية.
مهدت التجارب الفيزيائية الحيوية التي أجراها العالم الإيطالي لويجي غلفاني ؛ في تطوير الخلية الغلفانية  وعملية الغلفنة  والحماية المهبطية . كما تابع العالم ألساندرو فولتا  تلك الأبحاث، والتي أدت إلى اختراع العمود الفولتائي  سنة 1800. يتألف هذا العمود من طبقات مكدسة من الخلايا الغلفانية المؤلفة من صفيحتين، واحدة من النحاس وأخرى من الزنك متصلتين ببعضهما ومغموستين في كهرل ؛ ومثلت تلك الاختراعات الأشكال الأولى في صناعة البطاريات ودراسة علم الكهرباء. يعود السبب في تأخر دراسة الأهمية الحيوية للزنك إلى خواصه غير المغناطيسية وإلى عدم تلون محاليل مركباته الكيميائية؛ تغير هذا الأمر سنة 1940 عندما اكتشف أن إنزيم الأنهيدراز الكربوني  يحوي على الزنك في الموقع النشط ؛ ثم تلا ذلك اكتشاف وجود الزنك أيضاً في الموقع النشط لإنزيم كربوكسي ببتيداز  في سنة 1955.

## الوفرة الطبيعية
يشكل الزنك ما يقارب 75 جزء في المليون  من القشرة الأرضية، وهو بذلك يأتي في المرتبة الرابعة والعشرين بين العناصر الكيميائية من حيث الوفرة. لا تتجاوز التراكيز النمطية من الزنك في المحيط الحيوي مقدار 1 ميكروغرام لكل متر مكعب في الغلاف الجوي؛ و300 ميليغرام لكل كيلوغرام في التربة؛ و100 ميليغرام لكل كيلوغرام في الغطاء النباتي؛ و20 ميكروغرام لكل ليتر في المياه العذبة؛ و5 ميكروغرام لكل ليتر في مياه البحر.

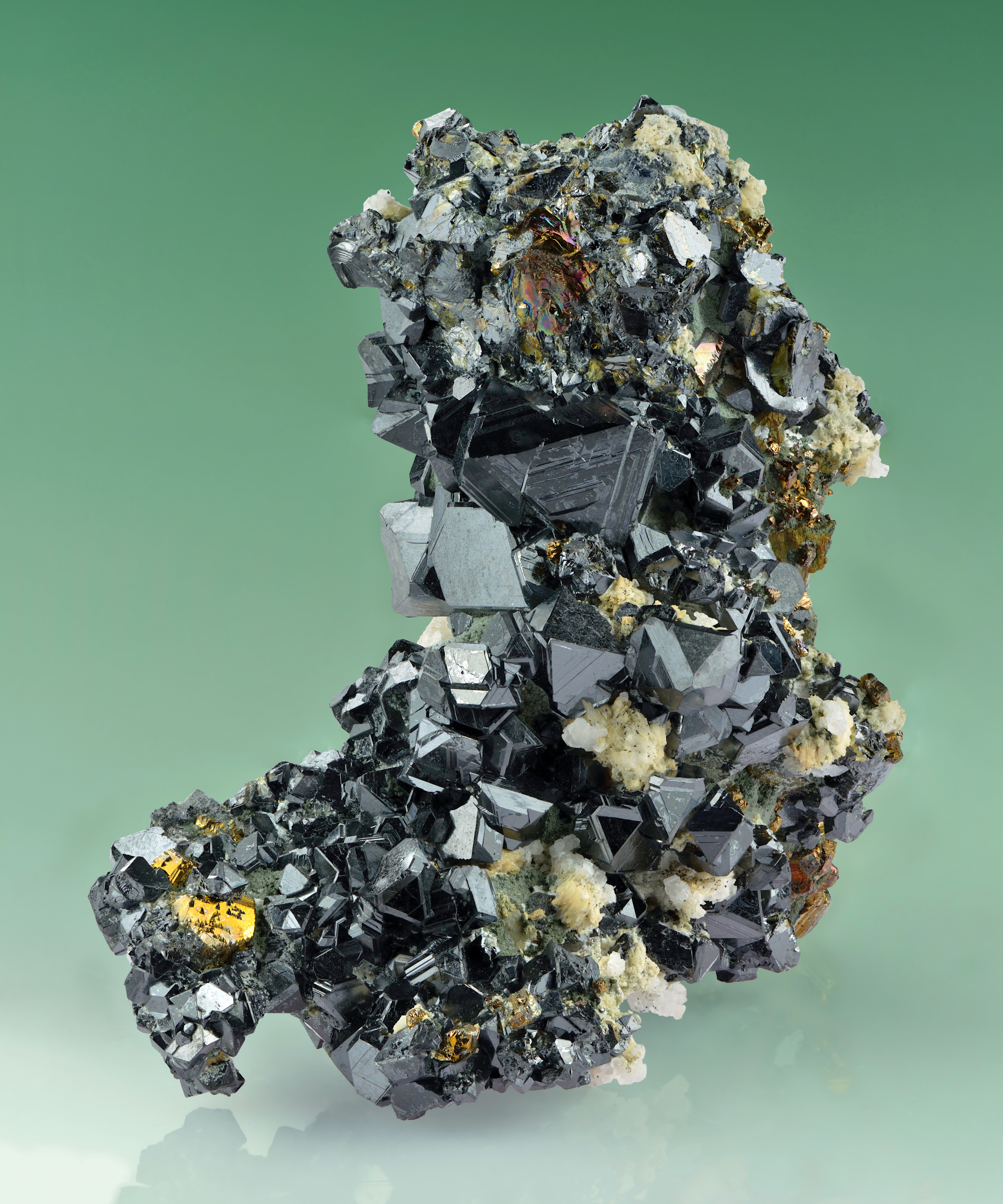
سفاليريت

من النادر العثور على الزنك في القشرة الأرضية على شكله الطبيعي الحر ؛ لكنه عادةً يوجد في على هيئة معدن، مترافقاً مع عدد من الفلزات الوضيعة  مثل النحاس والرصاص في الخامات الأرضية. وفقاً لتصنيف غولدشميت  الجيوكيميائي فإن الزنك يصنف ضمن العناصر المحبّة للكالكوجين ، أي أن لديه ألفة كيميائية  تجاه عناصر المجموعة السادسة عشرة الأثقل في الجدول الدوري، من ضمنها الكبريت، أكثر من الارتباط مع الأكسجين وتشكيل أكاسيد. عموماً فإن معادن الكبريتيدات تشكلت في مرحلة تصلب القشرة الأرضية تحت ظروف اختزالية. يعد معدن السفاليريت  أكثر معادن الزنك انتشاراً، وهو يتألف كيميائياً من كبريتيد الزنك، ويتراوح تركيز الزنك فيه بين 60-62%.
يقدر عدد المعادن الحاوية على الزنك بأكثر من 300 معدن؛ ومن الأمثلة عليها كل من السميثسونيت  (كربونات الزنك)، والهيميمورفيت  (سيليكات الزنك)، والفورتزيت  (كبريتيد آخر للزنك)، والهيدروزنكيت ،(كربونات الزنك القاعدية)، والمعروف أيضاً باسم زهر الزنك . من معادن الزنك أيضاً كل من الزنكيت  (أكسيد الزنك)، والمعروف أيضاً باسم خام الزنك الأحمر، والأداميت  (زرنيخات الزنك القاعدية)، وكذلك المنريكورديت  والفرانكلينيت . باستثناء الفورتزيت، فإن باقي المعادن الأخرى للزنك كانت قد تشكلت نتيجةً لتجوية كبريتيدات الزنك البدائية الأولية في المراحل الأولى من عمر الأرض.

## الاستخراج والإنتاج
| # | البلد            | الكمية بالأطنان |
| - | ---------------- | --------------- |
| 1 | الصين            | 4,210,000       |
| 2 | البيرو           | 1,400,000       |
| 3 | أستراليا         | 1,330,000       |
| 5 | الولايات المتحدة | 753,000         |
| 4 | الهند            | 720,000         |
| 6 | المكسيك          | 677,000         |

يعد الزنك رابع أكثر الفلزات استخراجاً، بعد الحديد والألومنيوم والنحاس، ويبلغ الإنتاج العالمي منه قرابة 13 مليون طن. يستخرج حوالي 70% من الزنك العالمي بواسطة التعدين من المناجم؛ في حين أن نسبة 30% المتبقية تأتي من إعادة التدوير.

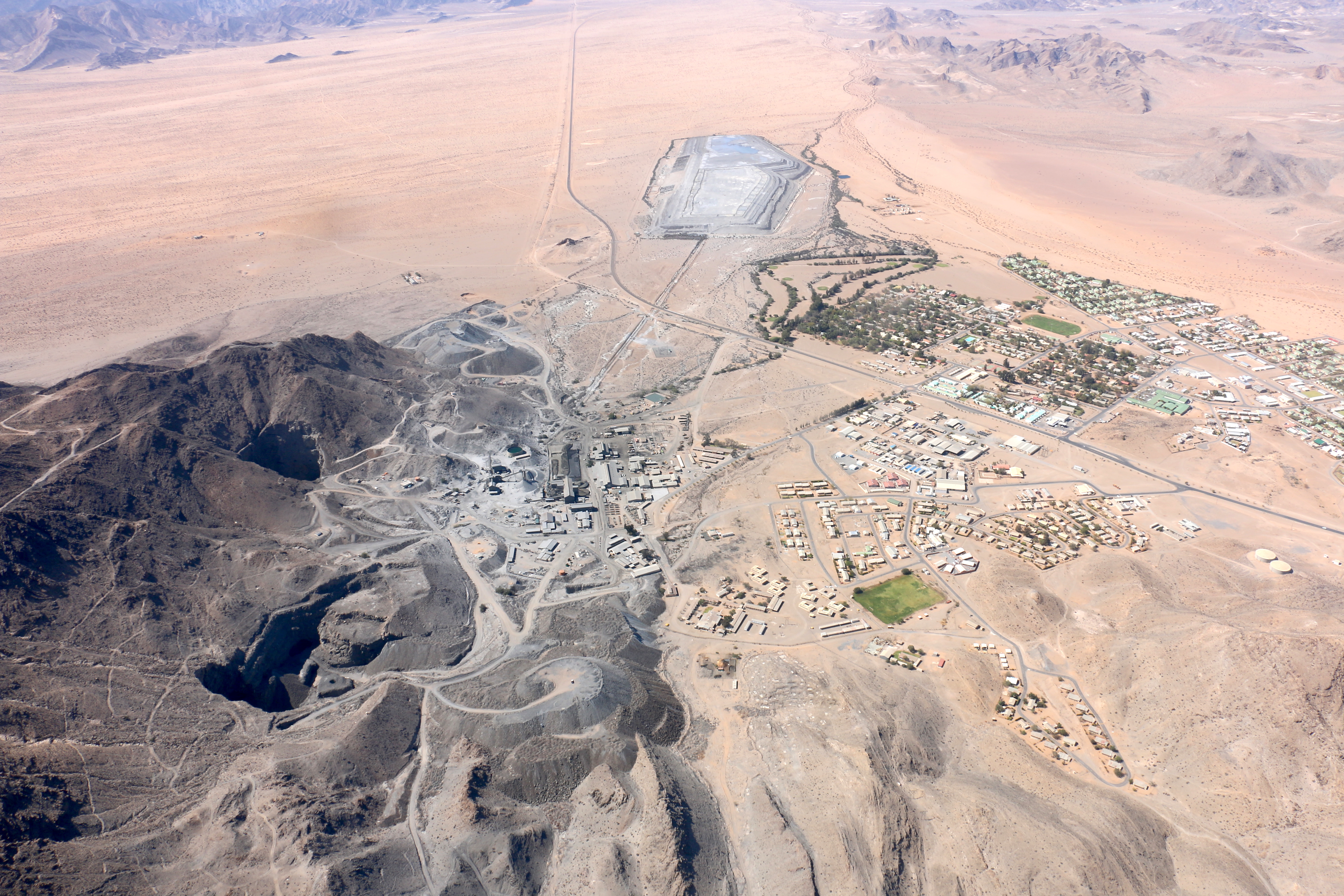
منجم في ناميبيا غني بخامات الزنك والرصاص.

توجد توضعات رسوبية كبيرة من خامات الزنك في أستراليا وكندا والولايات المتحدة والصين وكازاخستان، والهند والبيرو، بالإضافة إلى إيران؛ وتصدر الصين تلك الدول بحوالي 38% من الإنتاج العالمي. وفق تقديرات منشورة، فإن كمية الزنك المستخرج عبر التاريخ إلى سنة 2002 قاربت 346 مليون طن، إذ كان يستخرج تحت اسم الكالامين؛ أما الكمية المستخدمة منها بين 109–305 مليون طن.

نسبة استخراج الزنك بين دول العالم سنة 2006.

يقدر الاحتياطي العالمي من موارد الزنك الطبيعية الإجمالية بكمية تتراوح بين 1.9-2.8 بليون طن؛ في حين أن تقديرات أخرى تشير إلى أن احتياطي الزنك القابل للاستخراج تبلغ كميته مقدار 480 مليون طن. أما على صعيد الشركات، فتصنف شركة نيرستار  ضمن أكبر شركات إنتاج الزنك في العالم، وهي ناتج اندماج شركة أوزد للمعادن  مع شركة أوميكور .

### التعدين
تعد الخامات الكبريتيدية، وخاصة معدن السفاليريت (كبريتيد الزنك ZnS)، المصدر الرئيسي لإنتاج الزنك، لكنها غالباً ما تكون مختلطة مع كبريتيدات فلزات أخرى، مثل النحاس أو الرصاص أو الكادميوم أو الحديد. يستخرج الزنك من خاماته وفق مبادئ علم استخلاص الفلزات ؛ إذ تسحق الخامة أولاً ثم تعوّم  من أجل فصل المعادن عن الشوائب، ومن أجل الحصول بالنهاية على مركز خامة كبريتيد الزنك، والمتكون من حوالي 50% زنك، و32% كبريت، و13% حديد، و5% ثنائي أكسيد السيليكون. يؤدي التحميص  اللاحق إلى تحويل الكبريتيد إلى الأكسيد:
{\displaystyle {\ce {2ZnS + 3O2 ->[T] 2ZnO + 2SO2}}}
يمكن أن يستخدم ثنائي أكسيد الكبريت الناتج في إنتاج حمض الكبريتيك، واللازم من أجل عملية التصويل  فيما بعد. يوجد هناك أسلوبان من أجل المعالجة اللاحقة لخامة الزنك، الأول هو الأسلوب الحراري ، والآخر هو الاستخلاص الكهربائي .
في الأسلوب الحراري لاستخلاص الزنك تجرى عملية اختزال لأكسيد الزنك باستخدام مسحوق الكربون (الفحم) في فرن حراري؛ أو باستخدام أحادي أكسيد الكربون عند درجات حرارة تقارب 950 °س، حيث يستحصل على الفلز حيننها على هيئة بخار ثم ينقى بالتقطير التجزيئي من الشوائب، وخاصة من الكادميوم.:
{\displaystyle {\ce {ZnO + C ->[950^oC] Zn + CO}}}
{\displaystyle {\ce {ZnO + CO ->[950^oC] Zn + CO2}}}
أما في الأسلوب الكهربائي فتستخلص أملاح الزنك الناتجة عن عملية التصويل من المحلول وترسّب.
{\displaystyle {\ce {ZnO + H2SO4 -> ZnSO4 + H2O}}}
ثم تجرى عملية تحليل كهربائي  باستخدام مصعد من الرصاص ومهبط من الألومنيوم من أجل الحصول على فلز الزنك.
{\displaystyle {\ce {2ZnSO4 + 2H2O -> 2Zn + O2 + 2H2SO4}}}
يعاد استخدام حمض الكبريتيك من هذه الخطوة في عملية التصويل مرة أخرى. يكون الزنك الناتج عادة بنقاوة تصل إلى 99.9%. من جهة أخرى، عند تلقيم مادة خام مغلفنة  إلى فرن القوس الكهربائي  فإن الزنك يستحصل من الغبار عبر عدة طرائق، أشهرها عملية فيلز  القادرة على استرجاع حوالي 90% من الفلز.

## النظائر
للزنك ثلاثون نظيراً معروفاً تتراوح أعداد الكتلة لها بين 54 و 83، من بينها خمسة نظائر مستقرة وهي: زنك-64 64Zn و زنك-66 66Zn و زنك-67 67Zn و زنك-68 68Zn و زنك-70 70Zn. يعد النظير زنك-64 64Zn أكثر نظائر الزنك المستقرة من حيث الوفرة الطبيعية حيث يشكل 49.17% من عنصر الزنك في الطبيعة، يليه النظير زنك-66 66Zn بنسبة 27.73% ومن ثم زنك-68 68Zn بنسبة 18.45%.
هنالك خمسة وعشرون نظيراً مشعاً للزنك؛ أكثرها ثباتاً هو النظير زنك-65 65Zn، والذي عمر النصف له يبلغ 243.66 يوم، يليه زنك-72 72Zn بعمر نصف 46.5 ساعة. لباقي نظائر الزنك المشعة عمر نصف أقل من 14 ساعة، وأغلبها دون الثانية الواحدة. تجدر الإشارة إلى أن عنصر الزنك لديه عشرة مصاوغات نووية.

## الخواص الفيزيائية
يوجد الزنك في الظروف القياسية من الضغط ودرجة الحرارة على هيئة فلز رمادي مزرق لامع، وهو ينتمي إلى الفلزات الوضيعة ، بالتالي فإن سطحه قابل للأكسدة، لذلك فإن أغلب العينات التجارية منه ذات سطوح كامدة اللون. للزنك مكسر  ذو لون أبيض فضي؛ وله كثافة أقل من الحديد، وهو يتبلور وفق نظام بلوري سداسي متراص ؛ ويتفاوت البعد بين ذرات الزنك في تلك البنية حسب البعد الأفقي أو الشاقولي؛ فيبلغ مقدار 265.9 بيكومتر بين الذرات في نفس مستوي الطبقة؛ ومقدار 290.6 بيكومتر بين الطبقات.
الزنك فلز صلد وهو قابل للسحب والطرق عند درجات حرارة بين 100-200 °س، كما يكون عندها قابلاً للتشكيل ؛ أما عند درجة حرارة الغرفة وعند درجات حرارة تتجاوز 200 °س فإنه يكون نسبياً قابلاً للتقصف؛ بحيث يمكن أن يستحصل على شكل مسحوق عند التعرض لجهد ميكانيكي. بالمقارنة مع بقية الفلزات، فإن للزنك نقطة انصهار (419.5 °س) ونقطة غليان (907 °س) منخفضتين نسبياً. إن نقطة انصهار الزنك هي الأخفض بين عناصر المستوى الفرعي d، ما عدا الزئبق والكادميوم؛ ولهذا السبب فإن تلك العناصر الثلاثة المذكورة لا تصنف أحياناً ضمن الفلزات الانتقالية، كما هو الحال مع بقية الفلزات في ذلك المستوي الفرعي من الجدول الدوري.
يشكل الزنك العديد من السبائك مع عدد كبير نسبياً من العناصر.
للزنك موصلية كهربائية متوسطة؛ ولديه خواص مغناطيسية معاكسة . على الرغم من أن كلاً من الزنك والزركونيوم لا يمتلكان خواصاً مغناطيسية حديدية ، إلا أن للسبيكة ZrZn2 مغناطيسية حديدية عند درجات حرارة منخفضة دون 35 كلفن.

## الخواص الكيميائية
يصنف الزنك كيميائياً ضمن الفلزات الوضيعة (الفلزات غير النفيسة)، إذ يتفاعل سطحه عند التماس مع الهواء الرطب وثنائي أكسيد الكربون، ويفقد لمعانه، إذ تتشكل طبقة حامية مُخَمّلّةٌ  تتكون من مزيج من أكسيد وكربونات الزنك (Zn5(OH)6(CO3)2)؛ ولذلك يستخدم الزنك بكثرة في مجال غلفنة السطوح المعدنية. يبلغ جهد اختزال الزنك مقدار −0.763 فولت، وهو من المختزلات القوية. للزنك نشاط كيميائي جيد نسبياً، فهو يتفاعل مع الأحماض والقواعد واللافلزات. يشتعل الزنك في الهواء مع إصدار لهب ذي لون أخضر مزرق، ويعطي دخاناً من أكسيد الزنك. ينحل الزنك التجاري بشكل جيد في الأحماض القوية مثل حمض الهيدروكلوريك أو حمض الكبريتيك، إذ تكون تلك الأحماض قادرة على إزالة الطبقة المخملة لتتيح تفاعل باقي بنية الفلز مع الحمض، مع تشكّل الأملاح الموافقة وانطلاق غاز الهيدروجين. بالمقابل، فإن الزنك النقي جداً (99.999 %) يتفاعل ببطء عند درجة حرارة الغرفة. كما ينحل الزنك أيضاً في المحاليل القلوية؛ ففي المحاليل القلوية الضعيفة الحاوية على أيونات الزنك الثنائي 2+Zn يتشكل هيدروكسيد الزنك Zn(OH)2 على هيئة راسب أبيض ؛ أما في المحاليل القلوية القوية فإن ذلك الراسب ينحل ليتشكل ملح الزنكات  2−[Zn(OH)4].
هناك شبه تطابق في قيمة نصف القطر الأيوني  للزنك ووللمغنيسيوم؛ ولذلك فإن أملاحهما الموافقة تكون ذات بنية بلورية  مشابهة؛ كما هناك تشابه عام في الخواص الكيميائية بينهما. من جهة أخرى، يختلف الزنك عن جيرانه من باقي عناصر الفلزات الانتقالية في الصف الأول، إذ لديه مدار d ممتلئ، ومركباته عديمة اللون (ذات لون أبيض)، وذات مغناطيسية معاكسة. كما أن الزنك يميل إلى تشكيل روابط كيميائية ذات سمة تساهمية ؛ كما يشكل معقدات أكثر استقراراً مع الكواشف المانحة للربيطات  النتروجينية والكبريتية. يكون الزنك في معقداته التناسقية رباعي أو سداسي التناسق غالباً؛ على الرغم من وجود بعض المعقدات خماسية التناسق.

### المركبات الكيميائية
يعرف للزنك العديد من المركبات الثنائية  مع أغلب أشباه الفلزات  واللافلزات  باستثناء الغازات النبيلة. تسيطر حالة الأكسدة +2 على أغلب كيمياء الزنك، ففي أغلب مركباته الكيميائية يكون الزنك ثنائي التكافؤ. ولمركبات الزنك انحلالية جيدة في الماء، وفي محاليله المائية  يكون المعقد ثماني السطوح  2+[Zn(H2O)6] هو النوع الكيميائي المسطير.
من النادر أن يوجد الزنك في حالة الأكسدة +1، والتي قد تستحصل عند معالجة الزنك ومركباته عند درجات حرارة مرتفعة تتجاوز 285 °س. يستدل على الأيون 2+[Zn2] من تشكل مركب لابلوري زجاجي أصفر اللون ذي مغناطيسية معاكسة، والناتج من حل الزنك الفلزي في مصهور كلوريد الزنك. تشابه نواة 2+[Zn2] في المركب الناتج تلك التي في كاتيون 2+[Hg2] الموجودة في مركبات الزئبق الأحادي. أما السمة المغناطيسية المعاكسة في الأيون فتؤكد البنية ثنائية الوحدات . من جهة أخرى، لا تعرف مركبات كيميائية للزنك في حالة أكسدة موجبة غير +1 أو +2؛ فقد برهنت الحسابات النظرية أن حالة الأكسدة +4 غير ممكنة؛ في حين أن البرهان على وجود مركبات في حالة الأكسدة +3 أمر خلافي.

#### اللاعضوية
الأكسيد

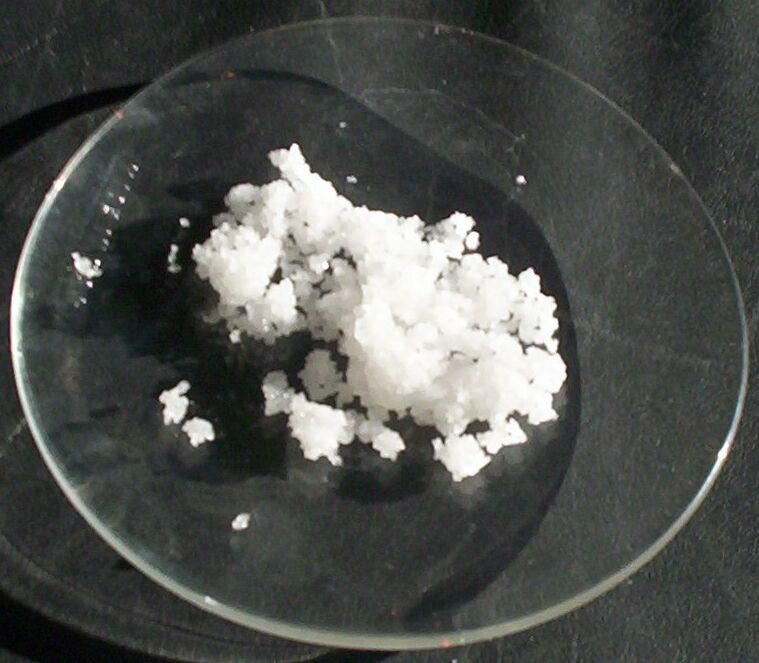
كلوريد الزنك

يوجد مركب أكسيد الزنك ZnO على هيئة صلب أبيض اللون، وتتبع بلوراته بنية وفق نظام بلوري سداسي؛ وهو غير منحل في الماء؛ كما أنه من المركبات المذبذبة ، إذ ينحل في المحاليل الحمضية والقلوية القوية؛ ويستخدم هذا المركب في عدة مجالات، منها في مجال التلوين و صناعة الخضب .
الهاليدات
كلوريد الزنك ZnCl2 هو مركب كيميائي أبيض اللون، وشديد الاسترطاب ، وله العديد من الاستخدامات منها استخدامه صهارة  في عمليات اللحام واللحام بالقصدير. أما فلوريد الزنك ZnF2 فهو مركب له بنية الروتيل  وتتبع الزمرة الفراغية 
P42/mnm؛ وهو يستخدم في مجال فلورة  المركبات العضوية، وفي تحضير خلايا التحليل الكهربائي للغلفنة، على سبيل المثال. من بين الهاليدات  الأربعة، فإن لفلوريد الزنك السمة الأيونية الأكبر، في حين أن الهاليدات الأخرى (الكلوريد ZnCl2 والبروميد ZnBr2 واليوديد ZnI2) ذات نقطة انصهار منخفضة نسبياً، وتكون السمة التساهمية واضحة فيها.
مركبات وأملاح أخرى
يوجد كبريتيد الزنك ZnS في الطبيعة على هيئة معدن السفاليريت، وهو أهم خامات الزنك؛ وهو يستخدم في مجال صناعة الخضب، وإبادة الفطريات ، بالإضافة إلى استخدامه بكثرة في مجال البصريات، كما هو الحال أيضاً مع الكالكوجينات  الأخرى مثل سيلينيد الزنك ZnSe وتيلوريد الزنك ZnTe. أما كبريتات الزنك ZnSO4 فيستخدم بكثرة كاشفاً كيميائياً في مجال الكيمياء التحليلية؛ بالإضافة إلى استخدامه في مجال التبييض في صناعة اللب والورق. لمركب كربونات الزنك ZnCO3 استخدامات عدة، منها دخوله على هيئة مادة مالئة في صناعة اللدائن والمطاط، وفي مجال صناعة مستحضرات التجميل، وكذلك صناعة الخزف. يعد سيانيد الزنك Zn(CN)2 من المركبات السامة، ويستخدم في مجال الطلي ، وكذلك إنتاج المبيدات الحشرية ؛ وفي مجال تعدين الذهب.

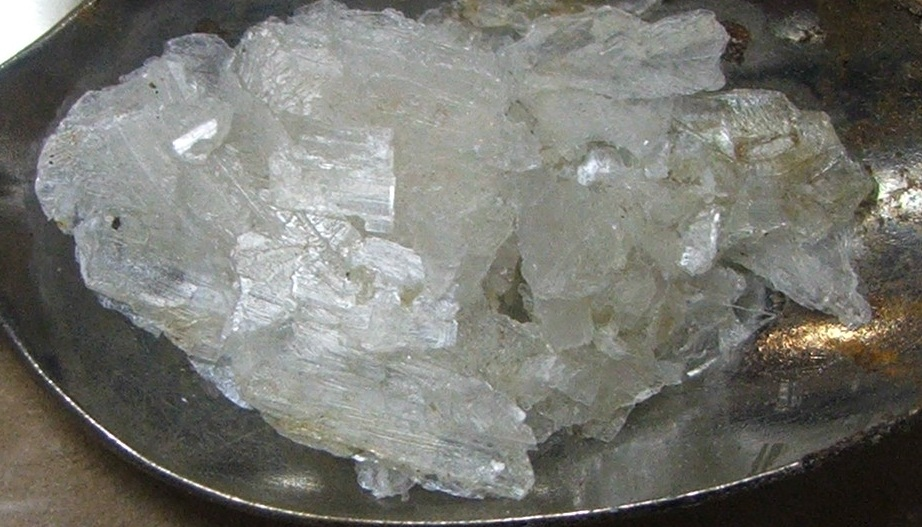
أسيتات الزنك

من المركبات اللاعضوية المعروفة للزنك أيضاً كل من نتريد الزنك Zn3N2، وفوسفيد الزنك Zn3P2، وزرنيخيد الزنك Zn3As2؛ بالإضافة إلى بيروكسيد الزنك ZnO2، وهيدريد الزنك ZnH2؛ وكذلك كربيد الزنك ZnC2. تعرف أيضاً مركبات الزنك اللاعضوية التالية: نترات الزنك Zn(NO3)2، وكلورات الزنك Zn(ClO3)2، وفوسفات الزنك Zn3(PO4)2؛ بالإضافة إلى كرومات الزنك ZnCrO4، وهو مثال نادر على مركب ملون للزنك.
هناك عدد من أملاح الزنك للأحماض العضوية؛ منها أسيتات الزنك Zn(CH3COO)2، وهو ملح أبيض اللون، ويستخدم في مجال حفظ الخشب  وفي مجال صناعة اللواصق؛ بالإضافة إلى استخدامه في مجال الكشف عن الألبومين  والعفص  والفوسفات.

#### العضوية
هناك عدد قليل نسبياً من مركبات الزنك العضوية، وهي تلك الحاوية على رابطة تساهمية بين الزنك والكربون؛ ومن الأمثلة عليها مركبات ثنائي ألكيل الزنك، مثل مركب ثنائي ميثيل الزنك، وكذلك مركب ثنائي إيثيل الزنك، والذي أعلن عن تحضيره أول مرة سنة 1848 من تفاعل فلز الزنك مع يوديد الإيثيل ؛ وكان من أول المركبات التي برهن على وجود رابطة سيغما  بين ذرة فلز وذرة كربون. عموماً، تعد مركبات الزنك العضوية من المركبات ذات التطبيقات الاختصاصية المهمة.

### التحليل الكيميائي
يمكن أن يجرى التحليل الكمّي للزنك وفق معايرة تشكل المعقدات  بمحلول معياري من ثنائي أمين الإيثيلين رباعي حمض الأسيتيك (EDTA) . أما الكشف عن الآثار النزرة من الزنك فتتم وفق طرائق عدة أيضاً، منها قياس الاستقطابية ، أو القياس الفولتي ، أو مطيافية كتلة مزوّدة ببلازما مقترنة بالحثّ . أما الكشف النوعي كيميائياً عن الزنك فيجرى بعدة طرائق، أبسطها بتسخين عينة مع بضع قطرات من محلول ممدد من ملح من أملاح الكوبالت على شريحة من أكسيد المغنيسيوم فوق لهب من موقد بنزن ؛ وفي حال وجود الزنك فإن التفاعل يؤدي إلى ظهور أخضر الكوبالت  (المعروف أيضاً باسم أخضر رينمان ). كما يعطي اختبار اللهب التقليدي للكشف عن أيونات الزنك لوناً أزرق إلى أخضر مزرق.

## الدور الحيوي
للزنك دور حيوي مهم، فهو ينتمي إلى مجموعة العناصر المعدنية الأساسية ، وذلك بالنسبة للإنسان، وكذلك بالنسبة لباقي الكائنات الحية من الحيوانات، والنباتات، والأحياء الدقيقة. إذ يحتاج إلى الزنك من أجل دوره الوظيفي البارز في أكثر من 300 إنزيم وأكثر من 1000 عامل نسخ ، لذلك يخرن وينقل في بروتينات الميتالوثيونين . يعد الزنك ثاني أكثر عنصر معدني أساسي وفرةً في الجسم بعد الحديد؛ وهو العنصر المعدني الوحيد الداخل في تركيب جميع فئات الإنزيمات. يشمل الدور الحيوي للزنك في جسم الإنسان طيفاً واسعاً من الوظائف؛ وهو يتآثر  مع طيف واسع من الربيطات العضوية ، وله دور وظيفي في أداء الأحماض النووية DNA وRNA؛ وفي توصيل الإشارة  والتعبير الجيني . كما توجد له العديد من الوظائف الأخرى التي لا زالت في طور الاستكشاف، إذ يوجد الزنك في حوالي 10% من بروتينات الجسم.
يحوي جسم الإنسان تقريباً على كمية تتفاوت بين 2 إلى 4 غرام؛ وهي تتوزع في كامل الجسم، إذ توجد آثار منه في الدماغ والعضلات والعظام والكبد والكليتين وفي أجزاء من العين؛ وكذلك في البروستات؛ إذ أن المني غني بشكل خاص بالزنك، وله دور مهم في الأداء الوظيفي ونمو الأعضاء الجنسية الذكورية. يتعلق استتباب  الزنك داخل الجسم بالقناة الهضمية، والتي تحوي على بروتينات عبر غشائية ناقلة للزنك  مثل ZIP4 وTRPM7، والتي تقوم بدور مهم في امتصاص الزنك من المصادر الغذائية. تشكل أيونات الزنك روابط تناسقية إلى السلاسل الجانبية في الأحماض الأمينية  في كل من حمض الأسبارتيك  وحمض الجلوتاميك  والسيستئين  والهستيدين ؛ فعلى سبيل المثال يسهل الهستيدين من امتصاص الزنك في المناطق الدماغية؛ وعموماً فقد بيّنت الدراسات باستخدام الوسائل الكيمياء المحوسبة  والنظرية  أن آلية ارتباط الزنك في البروتينات معقدة. يخزن الزنك في الدماغ في حويصلات مشبكية  نوعية بواسطة عصبونات غلوتامية ، ويقوم هناك بدور في تعديل الإشارات العصبية؛ وفي اللدونة المشبكية ؛ وعموماً فإن لاستباب الزنك دور مهم في التنظيم الوظيفي للجهاز العصبي المركزي.

### الإنزيمات

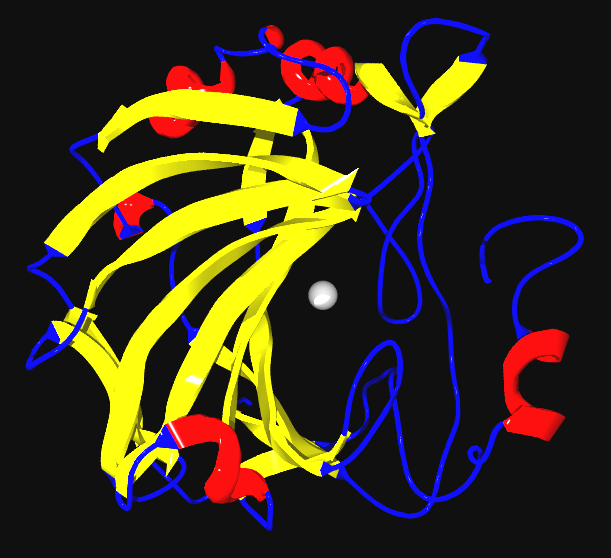
نموذج شريطي لإنزيم الأنهيدراز الكربوني، حيث يمثل فيه الزنك بكرة بيضاء في المنتصف.

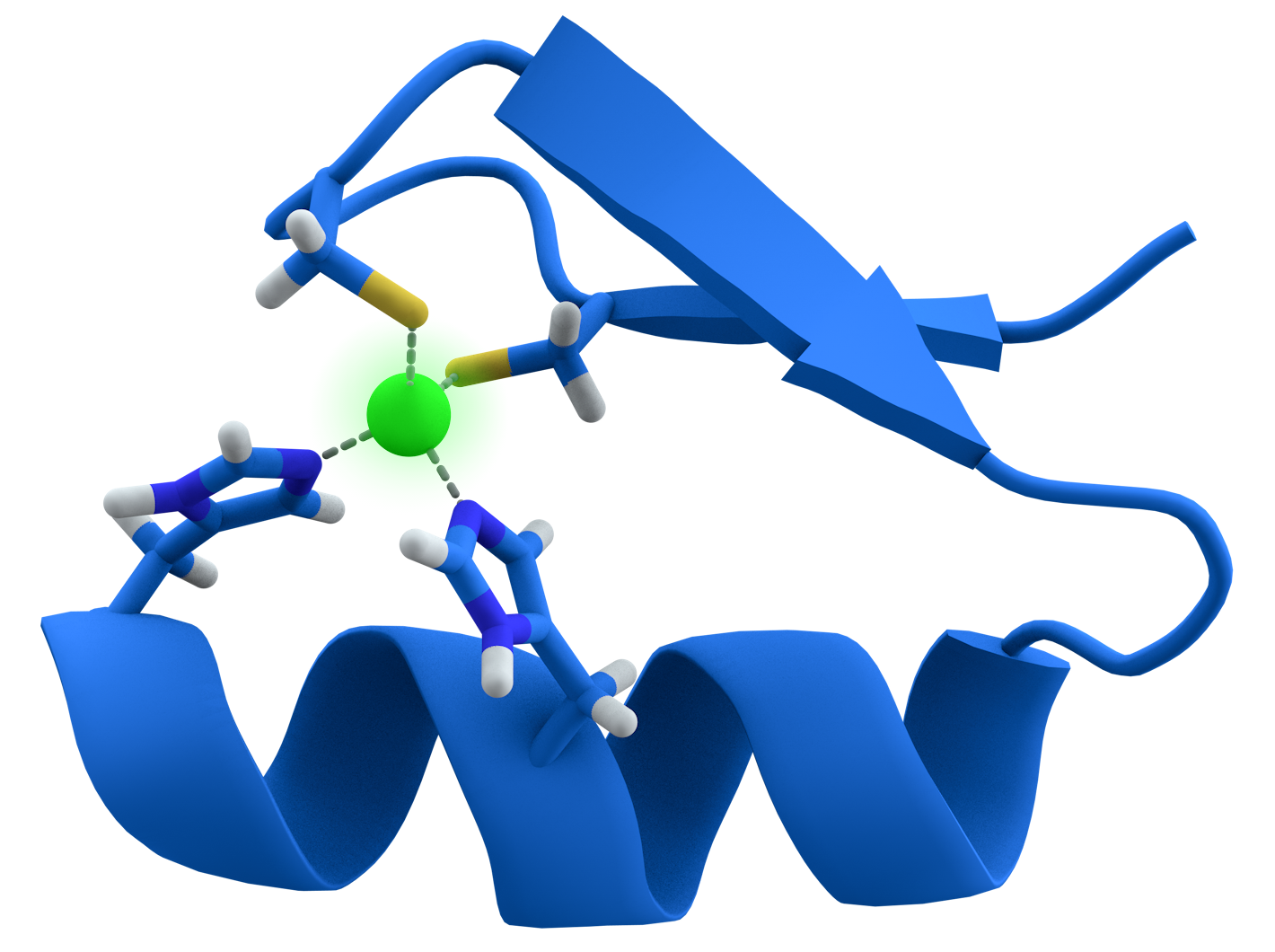
تمثيل لبروتين إصبع الزنك.

تصنف أيونات الزنك ضمن أحماض لويس الفعالة، وهي تقدم وظيفة تحفيزية مفيدة في تفاعلات إضافة الهيدروكسيل  على سبيل المثال، وفي تفاعلات أخرى. لذرة الزنك هندسة تناسقية مرنة ، والتي تسمح للبروتينات باستخدام هذا الفلز عند الحاجة إلى تبديل الأشكال الفراغية في بنية البروتين عند القيام بالتفاعلات الحيوية.
يعد الأنهيدراز الكربوني  وكربوكسي ببتيداز  مثالان على الإنزيمات الحاوية على الزنك، وتلك إنزيمات حيوية مهمة في التحكم بنسبة ثنائي أكسيد الكربون في الجسم، وفي استقلاب البروتينات؛ على الترتيب. يقوم الأنهيدراز الكربوني في دم الفقاريات بتحويل CO2 إلى بيكربونات منحلة؛ ويقوم الإنزيم نفسه بتحويل البيكربونات إلى غاز ثنائي أكسيد الكربون عند الزفير؛ ومن دون هذا الإنزيم يكون هذا التحول أبطأ بمليون مرة. يوجد نوع آخر من الأنهيدارز الكربوني لدى النباتات، وهو الأنهيدراز الكربوني بيتّا ، وهو يحفز وظائف حيوية مهمة مثل تشكل الأوراق النباتية ، واصطناع واحد من الأكسينات  المهمة وهو إندول حمض الأسيتيك ، بالإضافة إلى التخمر الكحولي. أما إنزيم كربوكسي ببتيداز فيقوم بفصم الرابطة الببتيدية أثناء هضم البروتينات؛ فأثناء العملية تتشكل رابطة تناسقية  بين الببتيد الطرفي وبين مجموعة كربونيل مرتبطة إلى الزنك، مما يمنح ذرة الكربون شحنة موجبة؛ الأمر الذي يساعد على تشكيل وحدة دافعة للماء  على الإنزيم بجانب الزنك، مما يؤدي إلى جذب القسم غير القطبي من البروتين في عملية الهضم.

### وظائف أخرى
يدخل الزنك في تركيب نوع خاص من البروتينات ذات الطابع البنائي الصغير ، والتي تدعى باسم «إصبع الزنك» ؛ وهو يدخل في تركيب عوامل النسخ المهمة في التعرف على تسلسل الحمض النووي الريبوزي منقوص الأكسجين  أثناء عمليات التضاعف  والنسخ . يحوي إصبع الزنك على ما بين تسع إلى عشر أيونات من الزتك، وتساهم كل واحدة منها في الحفاظ على البنية والهيكلية عن طريق الارتباط التناسقي مع أربع أحماض أمينية موجودة في عوامل النسخ المجاورة.
يساهم الألبومين  وناقل الحديد الترانسفرّين  في نقل الزنك في في بلازما الدم؛ كما يوجد الزنك في مخازن الميتالوثيونين داخل الكائنات الحية الدقيقة وفي أمعاء وكبد الحيوانات. إذ يساهم بروتين الميتالوثيونين أيضاً في نقل وامتصاص الزنك. وعموماً فإن عمليات نقل وامتصاص الزنك هي عمليات تنافسية مع فلزات أخرى؛ فنظراً لمساهمة الترانسفرين في نقل الحديد على سبيل المثال، فإن الفائض من الحديد يقلل من امتصاص الزنك، والعكس صحيح؛ وتلاحظ هذه العلاقة التنافسية أيضاً مع النحاس، فالفائض من الزنك يقلل من امتصاص النحاس.
يستخدم الزنك بحد ذاته مرسالاً  في عملية التأشير الخلوي ؛ وخاصة في خلايا الجهاز الهضمي والمناعي والتناسلي. لناقل الدوبامين  عند البشر ألفة كيميائية تجاه موقع ارتباط  أيونات الزنك الموجودة خارج الوسط الخلوي ، والتي عند الارتباط مع الزنك تقوم بتثبيط استرداد  الدوبامين وتضخيم النقل العكسي المحرض بالأمفيتامينات  في التجارب خارج الوسط الحيوي . من جهة أخرى، لا يحوي ناقل السيروتونين  أو ناقل النورإبينفرين  على مواقع رابطة للزنك.

### في النباتات
الزنك ضروري لنمو النباتات؛ ولكن التراكيز المرتفعة التي تزيد عن 500 جزء في المليون في التربة تعيق امتصاص فلزات أساسية أخرى مثل الحديد والمنغنيز. تستطيع أنواع من النباتات (مثل حشيشة المكنسة  أو الخلنج  أو العنبية ) أن تنمو في تربة غنية بالزنك، من غير أن يعود ذلك بآثار سلبية عليها، لأن أنواعاً  من الجذريات الفطرية  تتولى مسؤولية نقل أيونات الزنك. من جهة أخرى، يعد نقص الزنك في التربة المستخدمة في زراعة المحاصيل من المشاكل الشائعة، وخاصة في التربة ذات قيمة pH مرتفعة؛ وتلك ظاهرة ملاحظة في تركيا والهند والصين وغربي أستراليا. وعندما تنمو النباتات في تربة فقيرة بالزنك، تكون أكثر عرضة للأمراض، لذلك يضاف الزنك إلى التربة في خلطة الأسمدة.

## التغذية والصحة

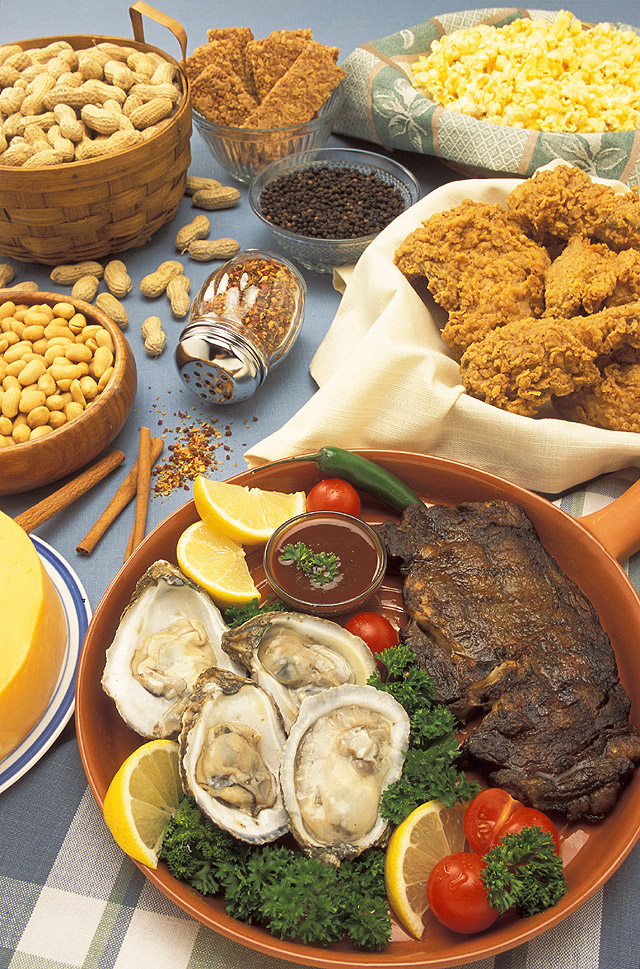
أصناف من الطعام الغنيّ بالزنك

من الضروري أن يحتوي الغذاء على الزنك، حتّى بتراكيز ضئيلة، لذلك يصنف الزنك ضمن المغذّيات الضرورية بالنسبة للإنسان. تحوي المنتجات الحيوانية مثل اللحوم والسموك والمأكولات البحرية والبيض ومنتجات الألبان على كميات جيدة من الزنك؛ كما يوجد أيضاً في السمسم والخشخاش والكرفس والخردل؛ وكذلك في الفاصولياء والمكسرات واللوز والحبوب الكاملة وبذر القرع وبذر دوار الشمس والكشمش الأسود. تتضمن المصادر الأخرى للزنك كل من الغذاء المدعم بالزنك ؛ وكذلك المكملات الغذائية  بأشكالها المختلفة؛ ولكن وجد أن إعطاء الزنك على هيئة أكسيد أو كربونات غير مفضل بالمقارنة مع الأشكال الأخرى من الأسيتات والكبريتات، نظراً لضعف الانحلالية الذي يؤثر على عملية الامتصاص.

### الامتصاص
يؤدي وجود الفيتات  في العديد من الحبوب الكاملة والألياف الغذائية إلى التداخل مع امتصاص الزنك، وذلك بسبب استخلابها  مع الزنك؛ مما قد يؤدي إلى سوء امتصاصه. لذلك ينصح بزيادة الكميات المتناولة من الزنك عبر الغذاء عند تناول وجبات غنية بالفيتات، مثلما هو الحال عند النباتيين على سبيل المثال.

### التوصيات الغذائية
حددت منظمة الصحة العالمية  في سنة 1996 المقدار اليومي الموصى به من الزنك في الغذاء بمقدار 15 مغ للرجال، و12 مغ للنساء، و10 مغ وللأطفال، 5 مغ للرضع. كما قامت الأكاديمية الوطنية للطبّ  في الولايات المتّحدة الأمريكية (سابقاً تحت اسم المعهد الأمريكي للطبّ)  بتحديث معدّل الحاجة التقريبي  والكمّيّات المُوصى بتناولها  من الزنك في سنة 2001. وحدد معدل الحاجة التقريبي من الزنك لمن يزيد أعمارهم عن 14 سنة بالنسبة للنساء بمقدار 6.8 مغ/اليوم، وللرجال بمقدار 9.4 مغ/اليوم؛ أما الكميات الموصى بتناولها من هذا العنصر فبلغت 8 مغ/اليوم بالنسبة للنساء و11 مغ/اليوم بالنسبة للرجال. أما بالنسبة للمرضعات فكانت الكمية الموصى بها مقدار 12 مغ/اليوم؛ وللرضع حتى عمر 12 شهر بمقدار 3 مغ/اليوم؛ وللأطفال بين عمر سنة واحدة إلى ثلاث عشرة سنة فتزداد الكمية المعطاة تدريجياً مع تقدم العمر من 3-8 مغ/اليوم. أما فيما يخص موضوع السلامة فحُدِّدَ المستوى الأقصى المقبول  بالنسبة للزنك بمقدار 40 ميليغرام في اليوم، متضمناً بذلك الطعام والمكملات الغذائية.
وضعت الهيئة الأوروبية لسلامة الأغذية  مقادير ضابطة مقاربة، ولكنها أعلى نسبياً لما هو متّبع في الولايات المتّحدة، إذ يزداد المقدار الموصى بتناوله مع ازدياد محتوى الفيتات في الغذاء؛ ولكن من جهة أخرى يبلغ المستوى الأقصى المقبول لمقدار الجرعة اليومية من الزنك في الدول الأوروبية مقدار 25 مغ/اليوم، وهو أدنى مما هو محدد في الولايات المتحدة. لا ينصح بتناول جرعات كبيرة من الزنك تفوق 100 مغ/اليوم؛ وعند تخطي عتبة 200 مغ /اليوم تظهر أعراض من غثيان وإسهال وصداع وخمول.

### التداوي
تعد المراهم الحاوية على الزنك من المستحضرات شائعة الاستخدام لمداواة الآفات الجلدية مثل الإكزيما، ومن أجل التئام الجروح، وتستخدم لذلك أشكال مختلفة من الزنك أهمها أكسيد الزنك بالإضافة إلى أملاح أخرى على هيئة أسيتات أو غلوكونات  أو ستيرات  أو أنديسيلينات . ونظراً لتداخل امتصاص الزنك مع النحاس، لذلك تعطى مستحضرات دوائية حاوية على الزنك (مثل أسيتات الزنك) إلى الأشخاص المصابين بحالة داء ويلسون  الناجمة عن تراكم النحاس في أنسجة الجسم؛ وتعد المعالجة بالزنك من الوسائل الشائعة في إدارة الحالة.
يستخدم الزنك في مجال التداوي الرخيص والفعال لمعالجة الإسهال عند الأطفال في الدول النامية، إذ وجد أن إعطاء جرعات على مدار 10-14 يوم يقلل من مدة وشدة الحالة، ويمكن له أن يمنع حالات مستقبلية على مدى ثلاثة أشهر. يؤدي أخذ جرعات من الزنك إلى التخفيف بشكل كبير من التهاب المعدة والأمعاء ، وقد يعود ذلك إما إلى الأثر المضاد للميكروبات  لأيونات الزنك في القناة الهضمية؛ أو نتيجةً لامتصاص الزنك وإعادة تحريره من الخلايا المناعية (مثل الخلايا المحببة )؛ أو لكلا الآليتين.
انتشرت في الأوساط العلمية أخبار عن دراسة قام بها المعهد الهندي للأبحاث والدراسات الطبية، والتي زعمت أن الزنك قادر على التخفيف بشكل كبير من مدة وأعراض الإصابة بالزكام؛ إلا أنها لم تكن دراسة ذات منهجية علمية بالشكل الكافي، الأمر الذي دفع مؤسسة كوكرين  إلى سحبها والتراجع عن نشرها. كما بينت دراسات، ومراجعة منهجية أجريت سنة 2021 أن تلك المزاعم غير مدعمة بدلائل علمية ولديها نواقص في التصميم وفي جودة التحليل الإحصائي.

### المكملات الغذائية

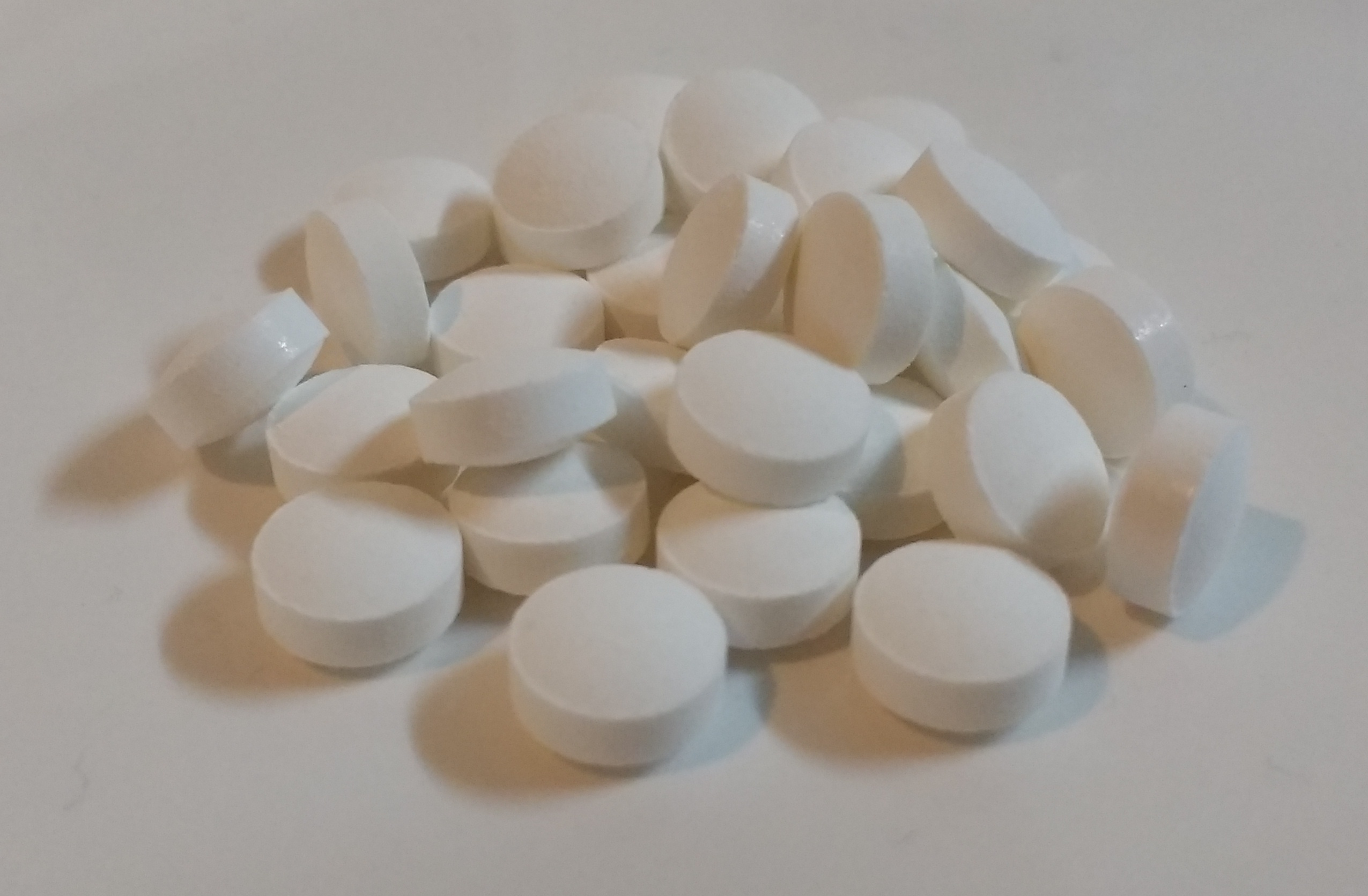
حبوب من غلوكونات الزنك، أحد مكملات الزنك الغذائية

يضاف الزنك بشكل شائع ضمن خلطة المعادن الغذائية والفيتامينات في المكملات الغذائية ؛ وذلك على هيئة أكسيد أو أسيتات أو غلوكونات؛ أو على هيئة متمخلبات مع الأحمض الأمينية . عادةً ما ينصح باستخدام مكملات الزنك الغذائية ضمن الإجراءات الوقائية عند ارتفاع احتمالية حدوث حالة خطرة من نقص الزنك.

### النقص
قد يظهر نقص الزنك (أو عَوَز الزنك ) عند الأشخاص الذين ليس لديهم قدرة على الحصول على وجبات غذائية صحية ومتوازنة تفي بالحاجة اليومية من هذا العنصر؛ فقد يظهر هذا النقص مثلاً لدى الأطفال أو المسنين ذوي الأمراض المزمنة في الدول النامية. يؤدي نقص الزنك لدى الأطفال إلى زيادة التعرض للإصابة بأمراض معدية مثل الإسهال؛ ويقدر أن يكون نقص الزنك مسبباً غير مباشر لوفاة 800 ألف طفل سنوياً. لذا تدعم منظمة الصحة العالمية مهمة تأمين المكملات الغذائية من الزنك للدول المعرضة للمجاعات وانتشار الأمراض المعدية المسببة للإسهال؛ وذلك مع ضرورة الانتباه إلى وضع خطة مدروسة في الإعطاء، وذلك لتداخل امتصاص الزنك مع مغذيات صغرى  أخرى. من جهة أخرى بينت دراسة أجريت سنة 2005 في الولايات المتحدة أن البالغين يتناولون وجبات غذائية تحوي على كميات من الزنك أقل من معدل الحاجة التقريبي بنسبة 17% بالنسبة للنساء و11% بالنسبة للرجال؛ وأن تلك النسب ازدادت مع تقدم العمر. وأكدت دراسة لاحقة أجريت بين سنتي 2013-2014 ذلك النقص. على الرغم من ظهور بعض المخاوف من أن حمية النباتيين قد تسبب نقص الزنك بسبب عدم تناول اللحوم؛ إلا أن لا يوجد ما يدعم ذلك.
يرتبط نقص الزنك عادة مع طائفة من الأعراض مثل سوء الامتصاص  والتهاب الجلد النهائي المعوي  ومرض الكبد المزمن  ومرض الكلى المزمن  وداء الخلايا المنجلية  ومرض السكّري  والخباثة  وأمراض مزمنة أخرى. من أعراض نقص الزنك الأخرى؛ كل من تأخر النضج الجنسي ، وفقدان الشعر ، وظهور آفات في الجلد ومنطقة العينين، وفقدان الشهية، واضطراب في الوظائف الذهنية، وخلل في وظائف الجهاز المناعي والجهاز التناسلي. يؤدي نقص الزنك إلى التأثير سلباً على أداء الجهاز المناعي؛ ولكن الإفراط في تناوله يؤدي إلى ذلك أيضاً.

### الفرط والسمية
على الرغم من كون الزنك مصنفاً ضمن المغذيات الأساسية، إلا أن الإفراط في تناول الزنك مضر؛ فالامتصاص المفرط من الزنك يعيق امتصاص الحديد والنحاس. هناك دلائل تشير إلى أن الأشخاص الذين يتناولون جرعة يومية تتراوح بين 100-300 مغ من الزنك سيكونون معرضين للإصابة بنقص النحاس  بشكل أكبر. كما بينت دراسة أجريت سنة 2007 أن الأشخاص المسنين الذين يتناولون جرعات يومية من الزنك تبلغ 80 مغ كانوا يدخلون إلى المشافي بسبب مضاعفات بولية.

## المخاطر

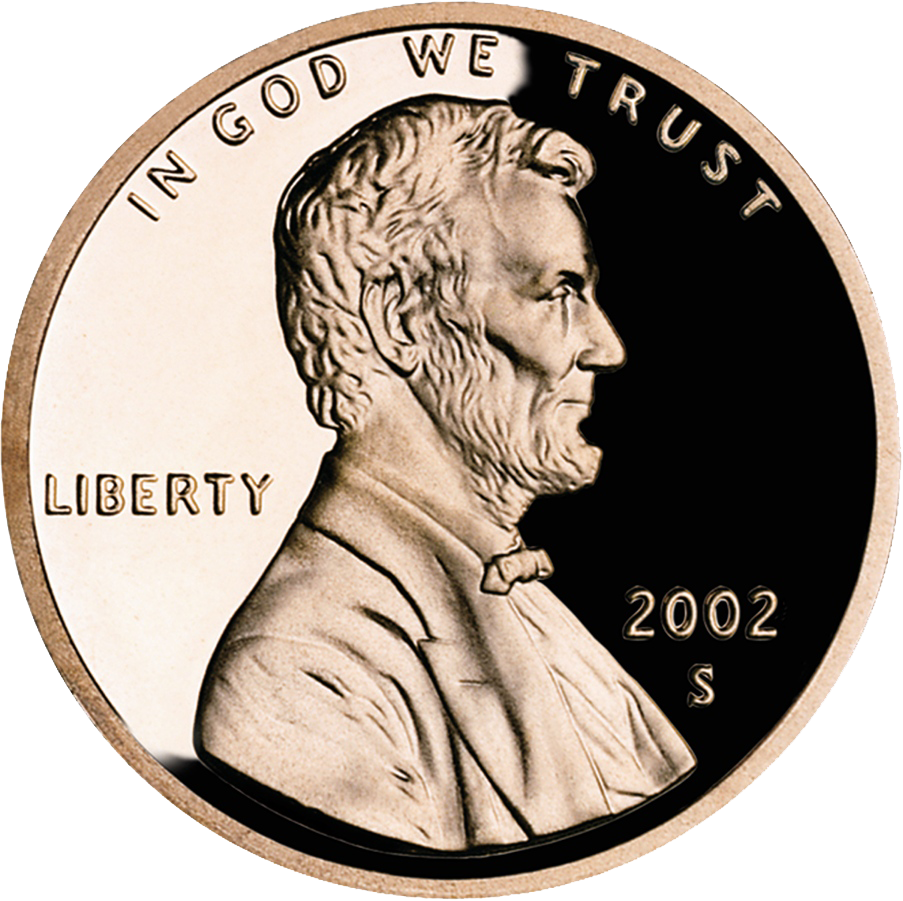
الزنك Zinc هو معدن نزر trace mineral، مما يعني أن الجسم يحتاج فقط إلى كميات صغيرة، ومع ذلك فإنه من الضروري لما يقرب من 100 إنزيم لإجراء تفاعلات كيميائية حيوية، وذلك وفقا لموقع "جامعة هارفارد تي إتش، مدرسة تشان للصحة العامة" (Harvard T.H. Chan School of Public Health).
الزنك زنك الكمية الموصى بتناولها يوميا من الـزنك
يلعب الزنك دورا رئيسيا في تكوين الحمض النووي، ونمو الخلايا، وبناء البروتينات، وشفاء الأنسجة التالفة، ودعم نظام المناعة الصحي؛ نظرا لأنه يساعد الخلايا على النمو والتكاثر، يلزم توفير كمية كافية من الزنك في أوقات النمو السريع، مثل الطفولة والمراهقة والحمل، ويشارك الزنك أيضا في حاستي التذوق والشم.

يؤدي استنشاق أبخرة فلز الزنك إلى حدوث ما يسمى بحالة حمى أبخرة الفلزات  (وفي هذه الحالة كانت تدعى باسم رجفات الزنك )، وكانت تلاحظ أثناء عمليات اللحام بالمونة  أو لحام المواد المغلفنة.
تنتمي أيونات الزنك الحرة إلى أحماض لويس القوية، إلى درجة يمكن اعتبارها من المواد الأكالة؛ ولضرب مثال على ذلك، فإن ابتلاع السنت الأمريكي المتكون من 97.5% زنك سيؤدي إلى تفاعله مع الحمض المعدي الحاوي على حمض الهيدروكلوريك، مما يؤدي إلى تحرر أيونات الزنك، الأمر الذي سيؤدي إلى التسبب بضرر للجدار المعدي المعوي. يؤدي ابتلاع الزنك إلى حدوث حالة من الخمول  والرنح ؛ وسجلت حالات عديدة لأشخاص عانوا من التسمم بالزنك بسبب ابتلاع قطع نقود معدنية صغيرة مصنوعة من الزنك. كما يشكل ابتلاع النقود المعدنية المصنوعة من الزنك خطراً أيضاً على الحيوانات، مثل الكلاب، والببغاوات.

## الأثر البيئي

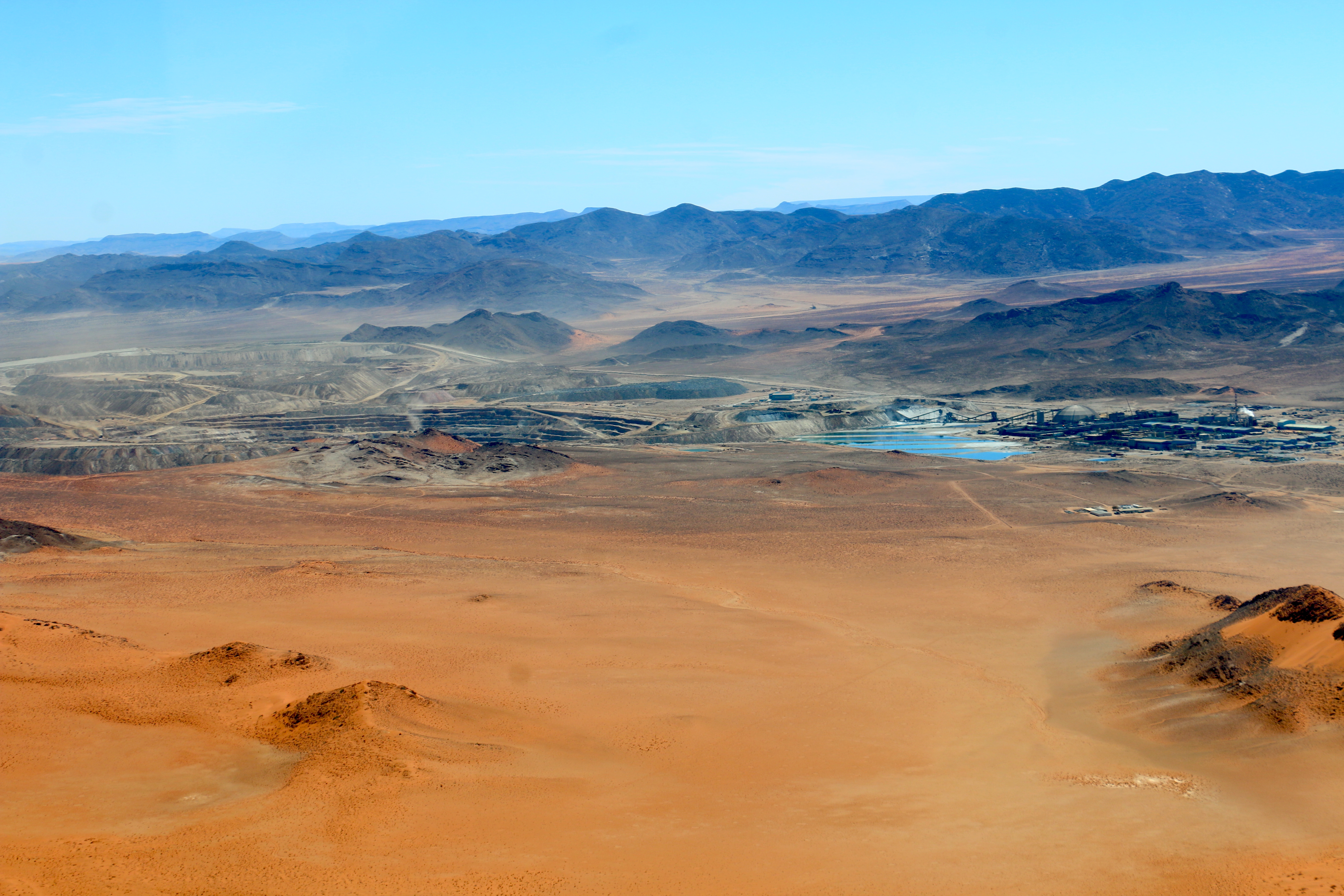
منجم لتعدين الزنك في ناميبيا

يؤدي تعدين الزنك إلى الحصول على آثار سلبية على المحيط البيئي، إذ أن عملية تنقية خامات الزنك الكبريتيدية تنتج كميات كبيرة نسبياً من ثنائي أكسيد الكبريت ومن بخار الكادميوم. يؤدي انطلاق الغازات الكبريتية إلى تلوث الهواء؛ في حين أن الفلزات الثقيلة مثل الكادميوم قد تترسب إلى باطن الأرض، مثلما برهن على ذلك في مجرى نهر خول  في بلجيكا، والذي شهدت ضفافه عمليات تعدين مكثفة للزنك في القرن التاسع عشر، إذ عثر على كميات معتبرة من الفلزات الثقيلة في قعره.
يرتفع مستوى الزنك في الأنهار الجارية في المناطق الصناعية ومناجم التعدين ليصل إلى مستوى 20 جزء في المليون (ppm). إن مجرد وجود تراكيز من الزنك في حدود 2 جزء في المليون يعود بآثار سلبية كبيرة على كمية الأكسجين التي يستطيع السمك حملها في جهازه الدوراني. عموماً، فإن وجود أيونات الزنك حرةً في المحاليل سام جداً بالنسبة للنباتات، واللافقاريات وحتى السمك. إذ أن مجرد تراكيز مولية ضئيلة من مرتبة ميكرومولار  من أيونات الزنك الحرة قادرة على القضاء على بعض الأحياء؛ فعلى سبيل المثال بيّنت تجربة أن 6 ميكرومولار من أيونات الزنك تقضي على 93% من براغيث الماء  في عيّنة التجربة. قد تساهم عمليات معالجة الصرف الصحي في التقليل من كميات الزنك المنحلة في مياه الأنهار، مثلما جرى في نهر الراين على سبيل المثال، إذ أدت المعالجات إلى تقليل مستوى تراكيز الزنك فيه إلى ما يقارب 50 جزء في البليون (ppb). في جانب آخر، تؤدي المستويات المرتفعة من الزنك في التربة إلى التأثير سلباً على قدرة امتصاص النباتات للمغذيات الضرورية مثل الحديد أو المنغنيز، وقد سجلت بالفعل مستويات مرتفعة للزنك وصلت إلى حدود مرتفعة بين 2000-180000 جزء في المليون في بعض عينات التربة.

## الاستخدامات
تتوزع الاستخدامات الرئيسية لفلز الزنك في سنة 2006 في المجالات التالية: الغلفنة (55%) وصناعة سبيكة النحاس الأصفر (16%) وفي صناعة السبائك الأخرى (21%)؛ بالإضافة إلى متفرقات مختلفة (8%).

### الغلفنة والحماية من التآكل

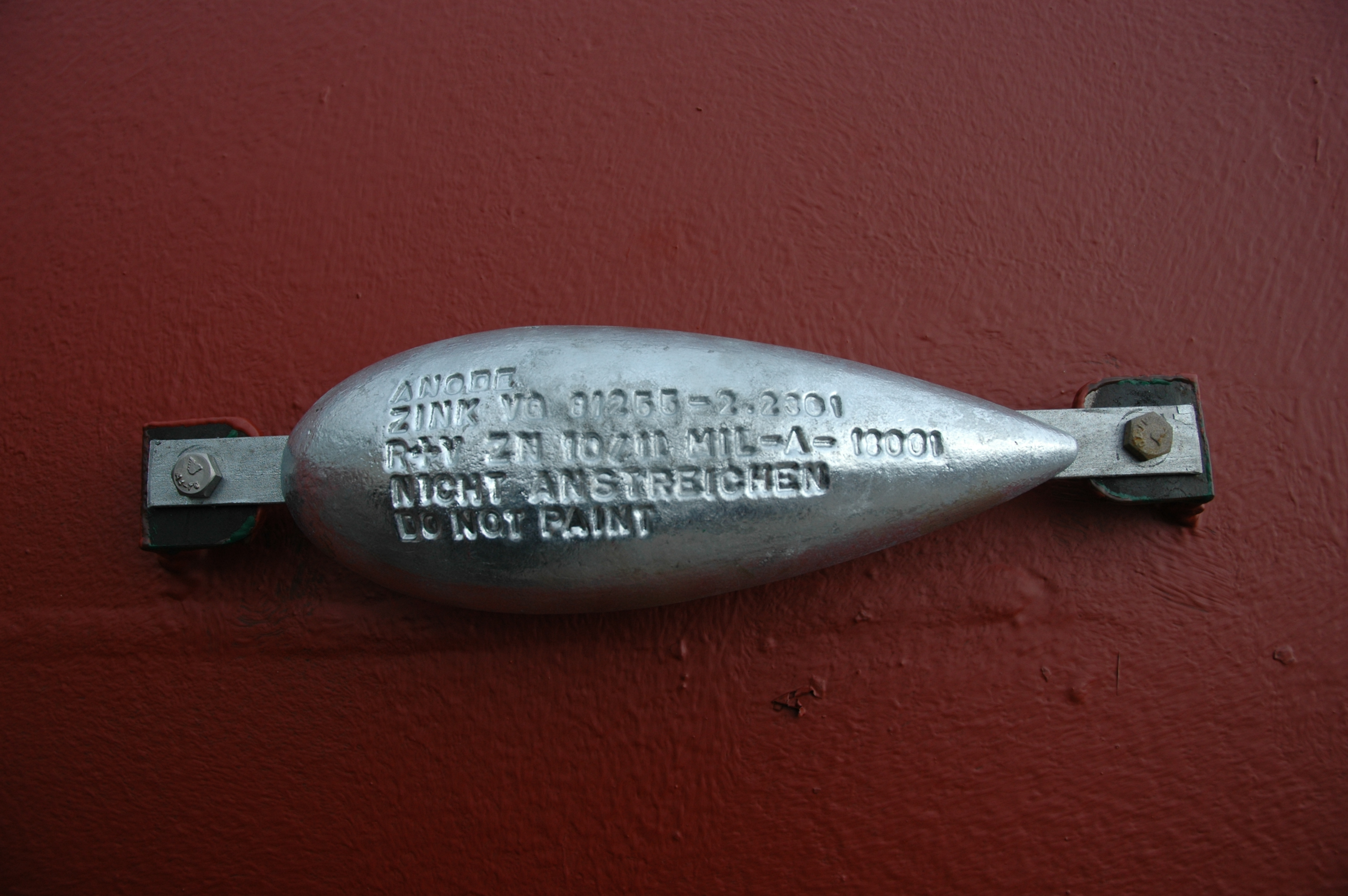
مصعد جلفاني مصنوع من الزنك

إن أكثر تطبيقات فلز الزنك الصناعية انتشاراً هو استخدامه في مجال الحماية من التآكل، وخاصة في مجال الغلفنة؛ وهي عملية تستهلك حوالي النصف من الإنتاج العالمي للزنك. في عملية الغلفنة تغطى أسطح الحديد أو الفولاذ بطبقة من الزنك، ونظراً لأن الزنك ذا نشاط كيميائي أكبر فإنه يخضع إلى عمليات الأكسدة من المحيط التي تتعرض لها تلك الأسطح، مما يحميها من التآكل. يضاف الزنك إما بعمليات كهركيميائية أو بإضافة مصهور الزنك عبر عملية الغلفنة بالغمس الساخن  أو بالترذيد . توجد تطبيقات متنوعة للأسطح المغلفنة في شتى مجالات الحياة المعاصرة.
يستفاد من النشاط الكيميائي للزنك أيضاً في مجال الحماية المهبطية ؛ إذ يصنع من الزنك ما يعرف باسم المصعد الغلفاني  (والذي يسمى أيضاً «مصعد التضحية» ). على سبيل المثال، من أجل إجراء حماية مهبطية لأنبوب نقل حديدي مدفون تحت الأرض، فإنه يلامس مع مصاعد غلفانية مصنوعة من الزنك. كما يستخدم المبدأ ذاته في حماية الأسطح المعدنية المتعرضة بشكل مستمر لمياه البحر، مثل السفن.

### صناعة البطاريات
يدخل الزنك في صناعة المصعد  في البطاريات التقليدية الجافة؛ وقد يكون على ذلك الشكل إما على هيئة مسحوق في البطارية القلوية  أو على هيئة غلاف معدني للبطارية ذاتها في بطارية الزنك والكربون ، والذي يصنع من صفيحة من الزنك. يدخل الزنك أيضاً على شكل مصعد في بطارية الزنك والهواء ، والمعتمدة في عملها على أكسدة الزنك بأكسجين الهواء. تطور بشكل مستمر أنواع جديدة من البطاريات المعتمدة على الزنك، مثل بطارية الزنك والسيريوم التدفقية .

### السبائك

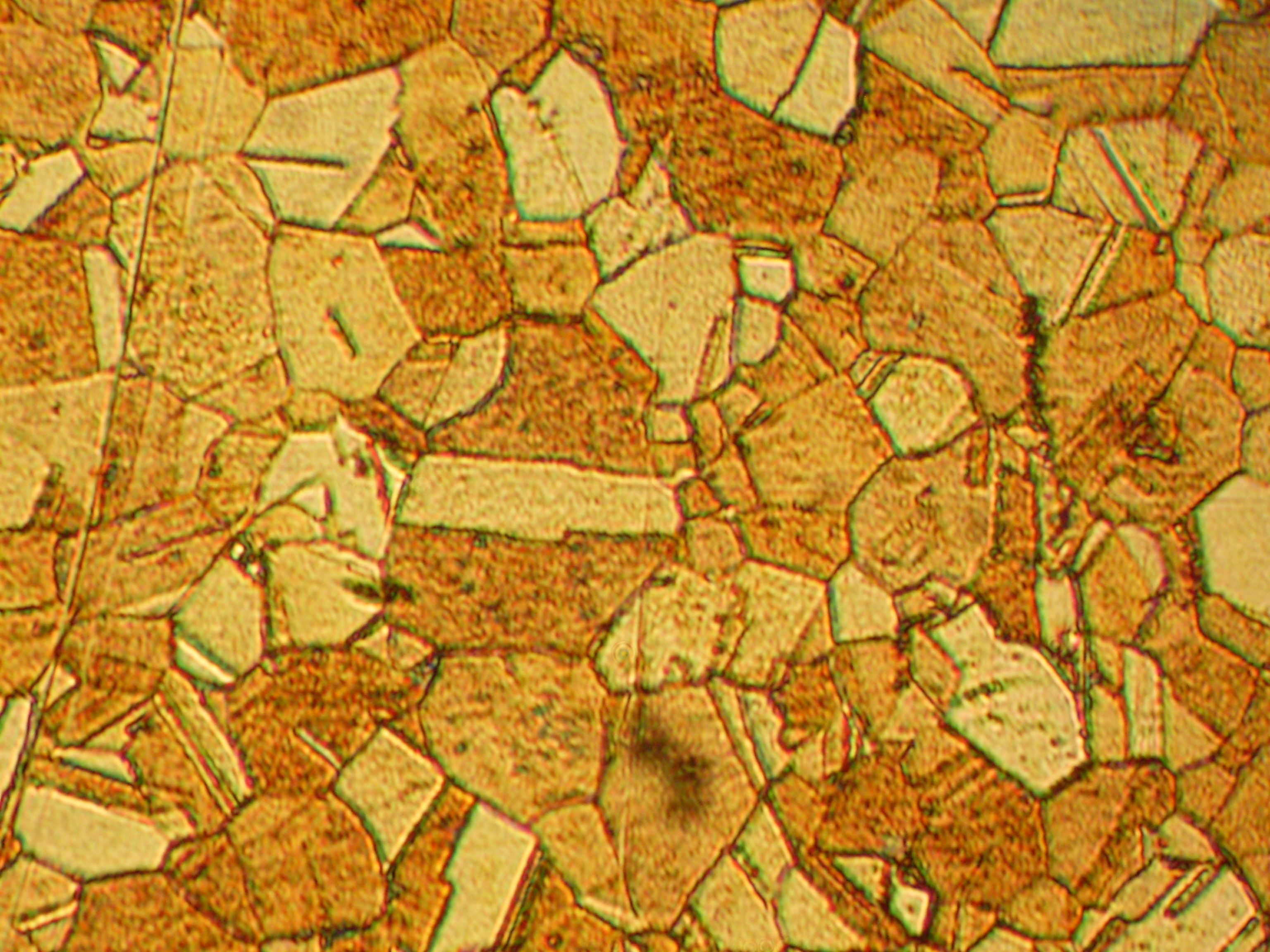
صورة مكبرة للبنية الدقيقة بسطح من الصفر (النحاس الأصفر).

يعد النحاس الأصفر (الصُّفْر) أشهر سبائك الزنك، ويكون النحاس المكون الأساسي لهذه السبيكة، مع وجود نسبة تتراوح بين 3% إلى 45% من الزنك، وذلك اعتماداً على نوع النحاس الأصفر المراد تصنيعه. يتميز الصفر بأنه أكثر مطيلية ومتانة من النحاس، بالإضافة إلى كونه أكثر مقاومة للتآكل؛ ويستخدم بكثرة في مجال صناعة الأجهزة والأدوات الموسيقية وعدد السباكة.
يدخل الزنك أيضاً في تركيب عدد من السبائك الأخرى مثل فضّة النيكل والبرونز التجاري؛ كما يدخل بديلاً عن الرصاص في صناعة الأرغن ذي الأنابيب ؛ وفي موازنة الإطارات، وكذلك في عدد من التطبيقات الأخرى. يستخدم الزنك في سك بعض قطع النقود المعدنية، مثل السنت الأمريكي، والذي يتكون بشكل رئيسي من الزنك.

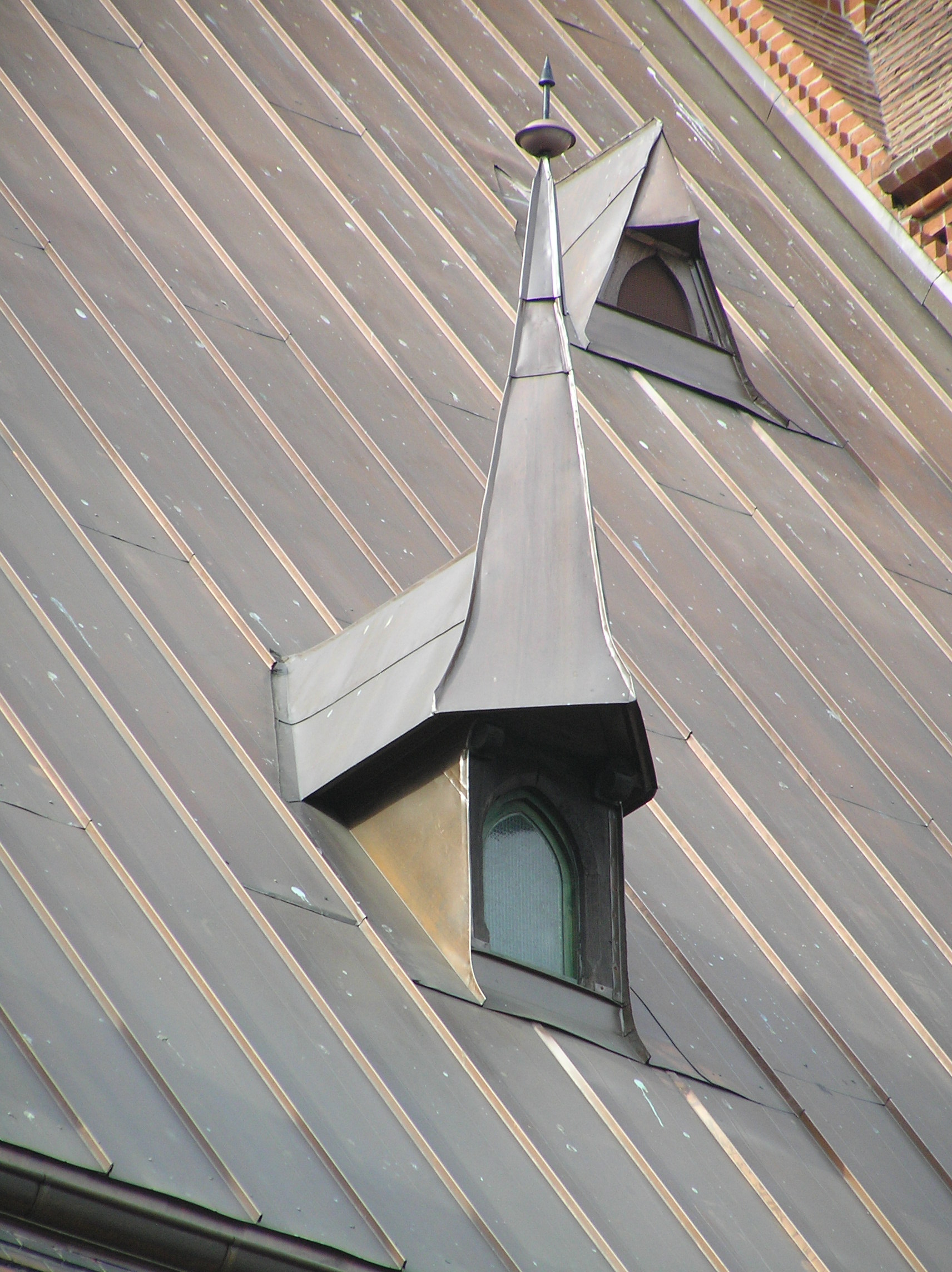
تستخدم صفائح الزنك في التسقيف

تعد السبائك المصنوعة من الزنك مع كميات ضئيلة من النحاس والألومنيوم والمغنيسيوم مفيدة في عمليات السبك في القوالب  وكذلك السبك المغزلي ، وخاصة في صناعة السيارات والصناعات الكهربائية والصناعات الثقيلة. تسوّق هذه السبائك تحت الاسم التجاري «زاماك» . تتميز تلك السبائك بأنها ذات نقطة انصهار منحفضة نسبياً، كما ان المصهور ذو لزوجة منخفضة مما يسهل من الصب في القوالب، خاصة في إنتاج القطع الصغيرة ذات الأشكال المعقدة. كما تستخدم السبائك المصنوعة من الزنك والألومنيوم على هيئة بديل رخيص وعملي عن الحديد في عدد من التطبيقات المختلفة. تستخدم سبائك الزنك مع الألومنيوم أو التيتانيوم أو النحاس في مجال الإنشاءات في واجهات المباني والتسقيف، وذلك على هيئة صفائح معدنية، والتي تخضع لاحقاً إلى معالجات هندسية ميكانيكة بعمليات السحب العميق  أو تشكيل الدحرجة  أو بالثني؛ ولا يصلح استخدام فلز الزنك لوحده في تلك العمليات دون سبك. تعد سبيكة تيلوريد كادميوم زنك  من السبائك شبه الموصلة، والتي يمكن تقسيمها إلى شرائح صغيرة من الحساسات الشبيهة بالدارة المتكاملة والقادرة على الكشف عن طاقة فوتونات أشعّة غامّا الواردة، بالإضافة إلى تحديد اتجاهها أيضاً.

### متفرقات
يستخدم مسحوق الزنك أحياناً مادّةً دافعة  في نماذج الصواريخ الصغيرة؛ إذ يؤدي إشعال مزيج مكون من 70% مسحوق زنك مع 30% مسحوق كبريت إلى إصدار كمية كبيرة من الطاقة. من جهة أخرى، يستخدم الزنك حفازاً في بعض تفاعلات الاصطناع العضوي، بما في ذلك الاصطناع اللامتناظر ، وذلك نظراً لانخفاض ثمنه وتوفره، كما تعد كفاءة النتائج والمردود، مقيسةً بفائض المصاوغ المرآتي ، قابلة للمقارنة مع حفازات الفلزات المشهورة مثل البالاديوم والروثيثيوم والإريديوم.
يعد النظير زنك-64 64Zn أكثر نظائر الزنك وفرة، وهو قابل بسهولة لأن يخضع لعمليات تنشيط نيوتروني ، إذ يتحول  إلى النظير المشع زنك-65 65Zn، والذي يبلغ عمر النصف لديه مقدار 244 يوماً، ويصدر أشعة غاما شديدة. لذلك الأمر، يستخدم أكسيد الزنك المنضّب  في المفاعلات النووية على هيئة عامل مقاوم للتآكل ، ويكون ذلك الأكسيد خالياُ من النظير زنك-64 64Zn. يدخل الزنك، بالإضافة إلى الكوبالت أيضاً على هيئة مادة مملحة في صناعة الأسلحة النووية. يستخدم النظير المشع زنك-65 65Zn في عمليات التوسيم  في المجال الهندسي لدراسة كيفية اهتراء السبائك الحاوية على الزنك؛ وفي المجال الحيوي لدراسة دور الزنك في الكائنات الحية.

### مركبات الزنك
استخدم حوالي ربع الزنك الذي أنتج في الولايات المتحدة سنة 2009 في إنتاج مركبات الزنك الكيميائية المختلفة؛ والتي لها العديد من التطبيقات المتنوعة. فيستخدم أكسيد الزنك في صناعة الخضب والدهانات، بالإضافة إلى استخدامه في مادة مضافة إلى اللدائن والمطاط الصناعي من أجل الحماية من الأشعة فوق البنفسجية؛ بالإضافة إلى استخدامه في صناعة مكونات الأجهزة الإلكترونية مثل المقاومة المتغيرة مع الجهد . تستخدم دورة زنك-أكسيد الزنك  في إنتاج الهيدروجين.
يضاف كلوريد الزنك إلى الخشب من أجل تثبيط الحرائق؛ بالإضافة إلى دخوله ضمن مكونات مواد حفظ الخشب. ويدخل كبريتيد الزنك في تركيب الخضب والطلاءات المضيئة؛ كما تستخدم بلورات من كبريتيد الزنك في صناعة أجهزة الليزر العاملة في المجال تحت الأحمر المتوسط . ويستخدم مركب كبريتات الزنك في صناعة الخضب والأصبغة.
يستخدم مركب بيريثيون الزنك في صناعة الدهانات المضادة لظاهرة الحشف الحيوي . كما تستخدم معقدات ثنائي ثيوكربامات الزنك  ضمن مبيدات الفطريات ، مثل زينيب  وغيره من المبيدات الأخرى؛ كما يستخدم مركب نفثينات الزنك  ضمن المواد الحافظة للخشب.